# Camillina nevada
Camillina nevada är en spindelart som beskrevs av Norman I. Platnick och Mohammad U. Shadab 1982. Camillina nevada ingår i släktet Camillina och familjen plattbuksspindlar.
Artens utbredningsområde är Colombia. Inga underarter finns listade.